# Muara Angke
Muara Angke är en flodmynning i Indonesien.   Den ligger i provinsen Jakarta, i den västra delen av landet, 15 km nordväst om huvudstaden Jakarta. Muara Angke ligger 4 meter över havet.
Terrängen runt Muara Angke är mycket platt. Havet är nära Muara Angke åt nordost. Runt Muara Angke är det mycket tätbefolkat, med 10 000 invånare per kvadratkilometer. Närmaste större samhälle är Jakarta, 15,0 km sydost om Muara Angke. Runt Muara Angke är det i huvudsak tätbebyggt.